# Boguchwałów

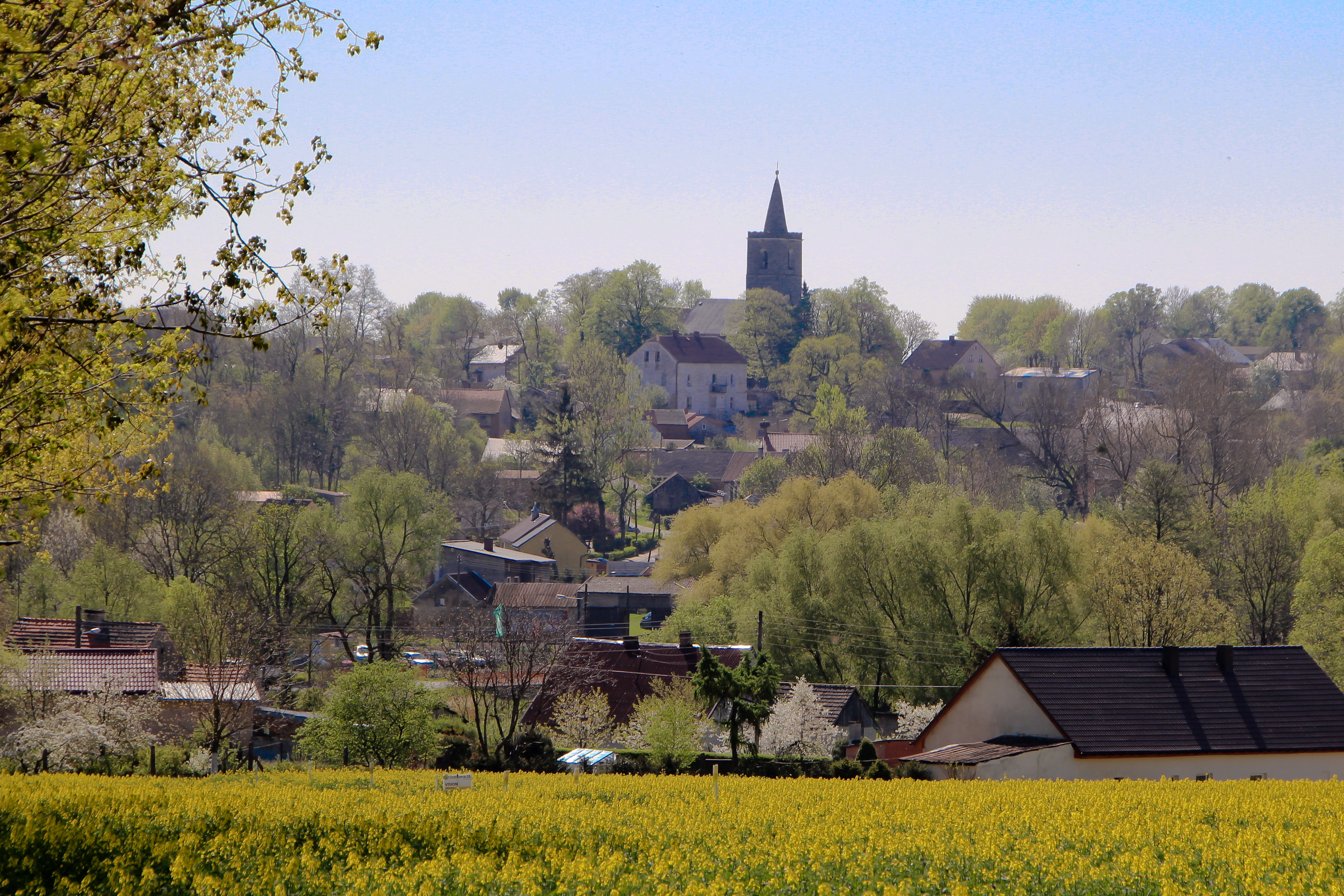
Blick auf Boguchwałów

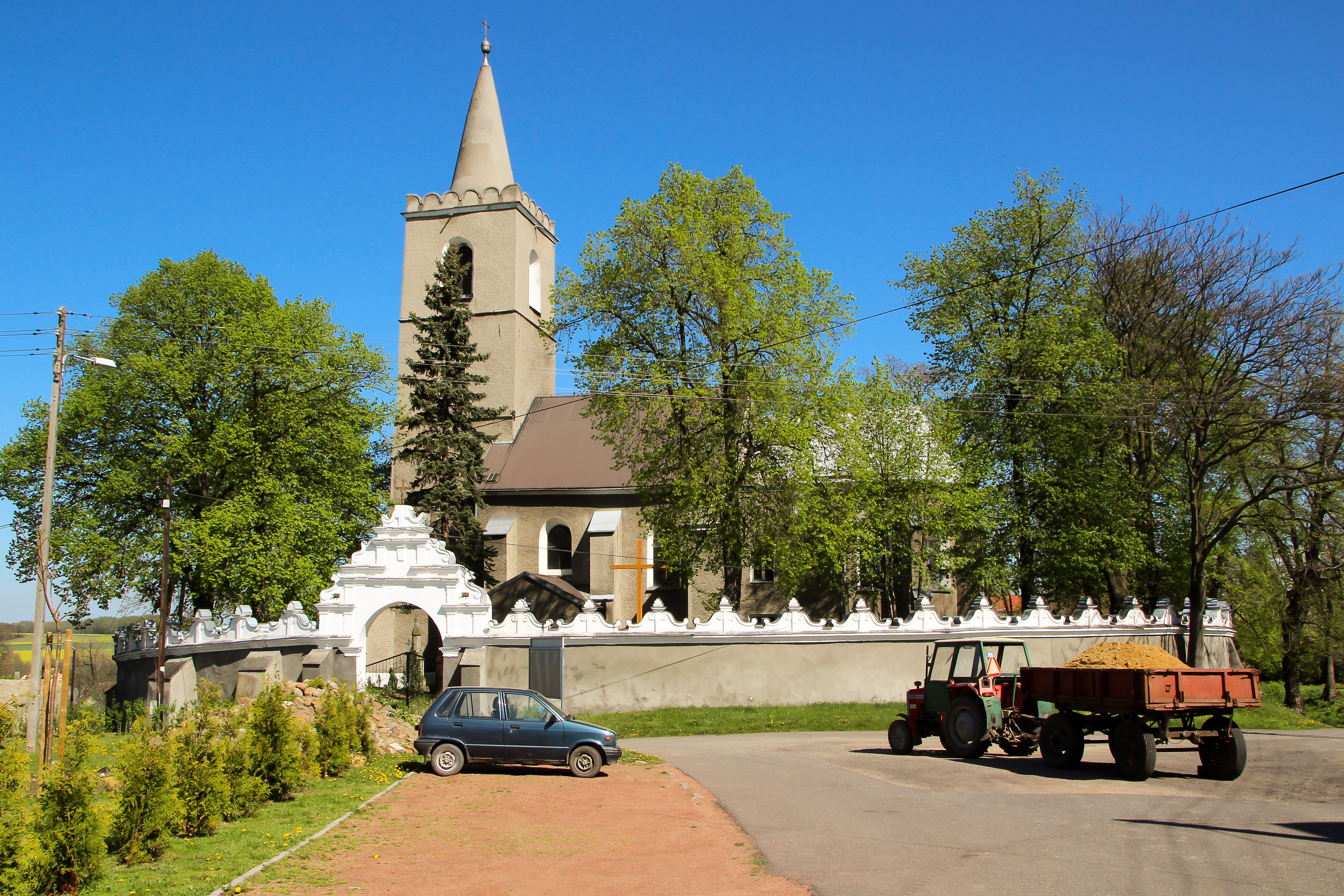
Kirche St. Matthäus

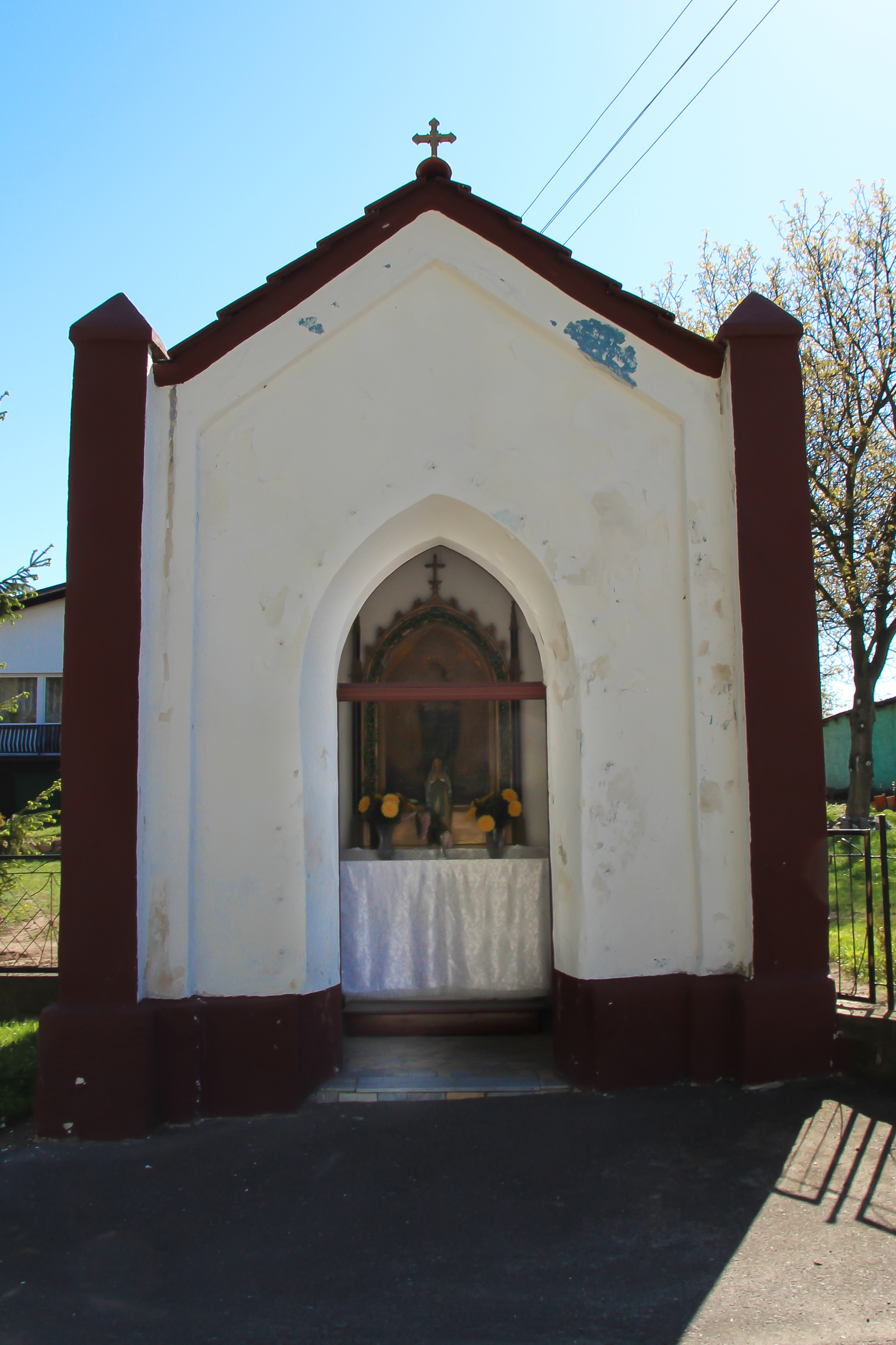
Wegekapelle

Boguchwałów (deutsch Hohndorf, tschechisch Buchvalov) ist ein Ort in der Landgemeinde Baborów im Powiat Głubczycki der Woiwodschaft Opole in Polen. Ortsteil von Boguchwałów' ist der Weiler Wierzbno (Neu Würbenthal).

## Geographie
Das Angerdorf Boguchwałów liegt neun Kilometer westlich von Baborów, neun Kilometer südöstlich von Głubczyce (Leobschütz) und 70 Kilometer südlich von Opole (Oppeln) in der Nizina Śląska (Schlesische Tiefebene) an der stillgelegten Bahnstrecke Racibórz–Krnov. Durch den Ort verläuft die Droga wojewódzka 416
Nachbarorte von Boguchwałów sind im Nordosten Sułków (Zülkowitz), im Süden Sucha Psina (Zauchwitz) und im Nordwesten Bernacice Górne (Wernersdorf (Bahnhof)).

## Geschichte
„Boguhualow“ wurde 1183 erstmals erwähnt. 1240 ist als Hohendorf und 1259 wurde als „Bochuwalewiz quod et Hohendorf nuncupatur“ belegt. Es gehörte zunächst zum přemyslidschen Herzogtum Troppau und gelangte bei dessen Teilung 1377 unter dem Ortsnamen Hoendorf an das Herzogtum Leobschütz. 1477 ist es als Buchwaluow und 1495 als Buchwalow belegt. Der Ortsname soll sich vom Personennamen Buchwal ableiten. 1602 wurde im Ort unter dem Gutsherrn Caspar Strzela de Dillau eine Kirche erbaut. Nach dem Ersten Schlesischen Krieg 1742 fiel Hohndorf mit dem größten Teil Schlesiens an Preußen.
Ab 1816 gehörte Hohndorf zum Landkreis Leobschütz, mit dem es bis 1945 verbunden blieb. 1845 bestanden im Dorf eine katholische Kirche, eine katholische Schule, zwei Wassermühlen, eine Brauerei, zwei Brennereien und 151 Häuser. Voon den damals 987 Einwohnern waren 46 evangelisch. 1861 zählte Hohndorf 1175 Einwohner, 21 Bauern-, 34 Gärtner- und 87 Häuslerstellen. Im gleichen Jahr zählte die örtliche Schule 156 Schüler. 1874 wurde der Amtsbezirk Babitz gebildet, der die Landgemeinden Babitz und Hohndorf umfasste.
Bei der Volksabstimmung in Oberschlesien am 20. März 1921 stimmten in Hohndorf 848 Personen für einen Verbleib bei Deutschland und 0 für Polen. Hohndorf verblieb wie der gesamte Stimmkreis Leobschütz beim Deutschen Reich. 1923 wurde das Dorf elektrifiziert. 1933 wurden 980 Einwohner gezählt, 1939 waren es 917 Einwohner. Am 17. März 1945 flüchtete die deutsche Bevölkerung aus Hohndorf vor der heranrückenden Roten Armee.
Als Folge des Zweiten Weltkriegs fiel Hohndorf 1945 mit dem größten Teil Schlesiens an Polen und wurde in Boguchwałów umbenannt. Im Mai 1945 kehrte ein Großteil der zuvor geflüchteten Bevölkerung zurück. Im Juli 1946 wurde die einheimische deutsche Bevölkerung, soweit sie nicht vorher geflohen war, weitgehend vertrieben. Die neu angesiedelten Bewohner waren teilweise Zwangsumgesiedelte aus Ostpolen, das an die Sowjetunion gefallen war.
Von 1945 bis 1950 Boguchwałów zur Woiwodschaft Schlesien. Anschließend wurde es der Woiwodschaft Opole zugeteilt. Seit 1999 gehört es zum wiederbegründeten Powiat Głubczycki.

## Sehenswürdigkeiten
- Die römisch-katholische Kirche St. Matthäus (Kościół św. Mateusza Apostoła i Ewangelisty) wurde 1602 im Stil der Gotik und Renaissance errichtet. Im März 1945 wurde sie beschädigt und bis 1959 wieder aufgebaut. Seit 1959 steht sie unter Denkmalschutz.[7]
- Steinerne Wegekapelle
- Steinernes Flurkreuz

## Vereine
- Freiwillige Feuerwehr OSP Boguchwałów